# Вертова
Вертова (итал. Vertova) је насеље у Италији у округу Бергамо, региону Ломбардија.
Према процени из 2011. у насељу је живело 4714 становника. Насеље се налази на надморској висини од 412 м.

## Становништво
| 1931. | 1936. | 1951. | 1961. | 1971. | 1981. | 1991. | 2001. | 2011. |
| ----- | ----- | ----- | ----- | ----- | ----- | ----- | ----- | ----- |
| 4.310 | 4.161 | 4.645 | 4.952 | 5.024 | 5.068 | 4.788 | 4.701 | 4.844 |